# Agrotis basigramma
Agrotis basigramma är en fjärilsart som beskrevs av George Francis Hampson 1906. Agrotis basigramma ingår i släktet Agrotis och familjen nattflyn. Inga underarter finns listade i Catalogue of Life.